# Klaragymnasiet (Halmstad)
Klaragymnasiet var en kommunal gymnasieskola i Halmstad. Den invigdes 23 april 2007 och har sina lokaler på Skånegatan, där tidigare Komvux hade utbildning. Skolan utbildar elever i individuella programmet. Klaragymnasiets namn står för Kompetens, Lust, Ansvar, Respekt och Acceptans, men också för att man vill klara av betyg, skola och livet. En annan koppling är litteraturkritikern Klara Johanson (1875-1948), som var första kvinnan som tog studentexamen i Halmstad.